# Pelikán australský
Pelikán australský (Pelecanus conspicillatus) je velký vodní pták z čeledi pelikánovitých.

## Popis
Patří mezi středně velké pelikány, pyšnit se však může nejdelším zobákem, který může být dlouhý až 50 cm. Dorůstá celkové délky těla přibližně 150 až 190 cm (tomu vděčí hlavně neobvykle dlouhému zobáku), s rozpětím křídel 230 až 260 cm a hmotností mezi 4–13 kg, často však méně něž 8 kg.
Je celý bílý s černými končetinami a částečně i křídly, žlutou kůží kolem očí a růžovým zobákem a hrdelním vakem. Obě pohlaví se zbarvením nijak viditelně neliší, samec však mívá větší zobák a dorůstá o něco větších rozměrů než samice, pohlavní dimorfismus je tedy patrný.

## Rozšíření a početnost
Pelikán australský žije na vnitrozemních vodních plochách i na pobřeží Austrálie, Nové Guiney, Fidži, části Indonésie a ojediněle také na Novém Zélandu. K životu preferuje rozlehlé, nepříliš porostlé vodní plochy. Jeho globální populace je stále početná, čítá asi stovky tisíc jedinců, kteří žijí na ploše větší než 10 000 000 km². Podle Mezinárodního svazu ochrany přírody (IUCN) je populace stabilní, ale lze očekávat pokles, za jejímž důsledkem by mohla být ztráta životního prostředí (mokřadů).

## Ekologie
Pelikán je společenské zvíře, které žije a hnízdí ve skupinách. Hlavní složku jeho potravy tvoří menší až středně velké ryby, které chytá do svého vaku. Poté, co rybu sežere, vysedává na slunci s otevřeným zobákem a mokrý vak si suší.
Hnízdí na zemi a 1–3 čistě bílá vejce klade do mělké díry v zemi nebo písku. Inkubační doba vajec trvá asi 32–35 dní. V případě, že má pár více než jedno mládě, přežívá pouze to první a silnější, které je podstatně větší a své mladší sourozence nejen připravuje o potravu, ale většinou i zabijí. Mláďata krmí nejprve již rozmělněnou potravou, kterou si berou z hrdelních vaků rodičů, poté, co opustí hnízdo si již hledají potravu sami. Ve volné přírodě žijí často 15–25 let, v zajetí dosáhl rekordní jedinec věku 50 let.

## Chov v zoo
Jde o zřídka chované zvíře. V evropských zoologických zahradách je zastoupen pouze v 10 institucích,  nichž dvě jsou české. Obě zoologické zahrady začaly s chovem v roce 2012. V Zoo Plzeň jsou v teplém období roku chováni na rybníku u hlavního vstupu, který sdílí s pelikány severoamerickými či emu hnědými. Zoo Zlín je chová v australské oblasti, jejich výběh byl v roce 2020 upraven jako průchozí pro návštěvníky. V roce 2022 zde bylo dosaženo českého prvoodchovu, přičemž v následujícím roce se na úspěch podařilo navázat. V minulosti byli chováni také v Safari Parku Dvůr Králové.